# Alfred Picard
Alfred Maurice Picard (Estrasburgo, 21 de diciembre de 1844-París, 8 de marzo de 1913), fue un ingeniero y administrador francés, comisario general de la Exposición Universal de París de 1900 y vicepresidente del Consejo de Estado de Francia de 1912 a 1913.

## Biografía
Nació en Estrasburgo el 21 de diciembre de 1844. Ingresó en la École polytechnique en 1862 y posteriormente en la École nationale des ponts et chaussées. Durante la guerra franco-prusiana de 1870 era ingeniero del canal del carbón del Sarre y del canal de las salinas de Dieuze. Destinado a los trabajos de defensa de Metz, se incorporó al ejército del Loira. En 1872 fue nombrado responsable de las funciones de control de la explotación de la compañía de los Ferrocarriles Orientales y del Canal Marne-Rin, trabajo que ejerció hasta 1879.
En 1880 fue jefe de gabinete del ministro de Obras Públicas, Varoy (Henri Auguste), y director del personal del ministerio antes de hacerse cargo de la dirección general de puentes, minas y ferrocarriles en 1885. Nombrado miembro del Consejo de Estado en 1882, se convirtió en presidente de sección en 1886. En 1884 publicó una obra en seis volúmenes sobre el ferrocarril, Les chemins de fer français : étude historique sur la constitution et le régime du réseau.
Fue redactor del informe general de la Exposición Universal de París de 1889 y comisario general de la Exposición Universal de París de 1900. Tras la clausura de la Exposición  Universal de 1900, llevó a cabo la redacción de un extenso informe en seis volúmenes sobre la misma titulado Le Bilan d'un siècle y posteriormente presidió la comisión encargada de estudiar la organización de la red estatal y fue elegido miembro de la Academia de Ciencias de Francia en 1902. Aunque nunca había participado en la política y no era miembro del Parlamento ni senador, su reputación como administrador lo llevó a ser llamado por Georges Clemenceau al ministerio de la Marina, pero no permaneció allí el tiempo suficiente (21 de octubre de 1908-29 de julio de 1909) para instituir las reformas que se esperaban de él. El 27 de febrero de 1912 fue nombrado vicepresidente del Consejo de Estado de Francia.

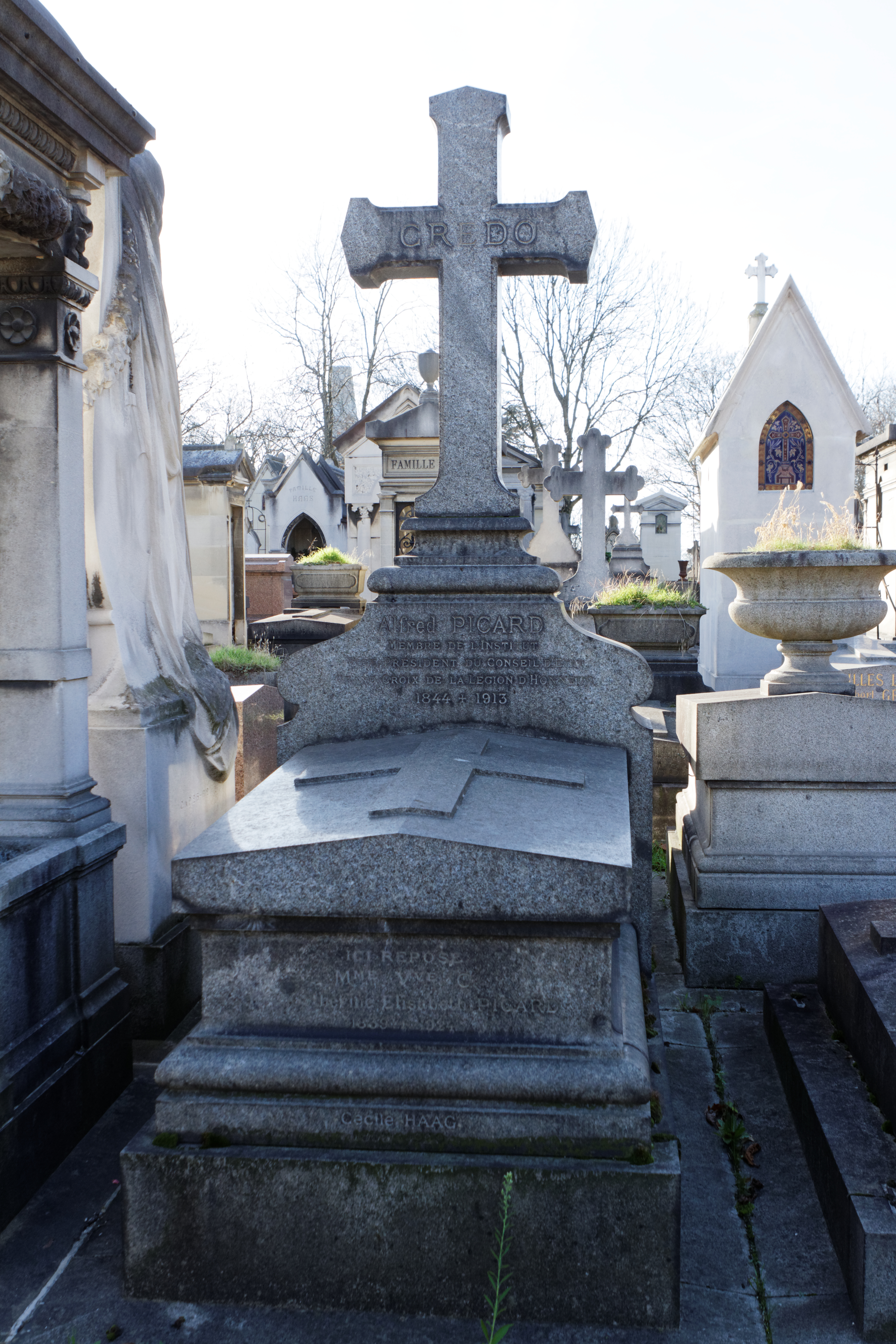
Tumba en el cementerio del Père Lachaise.

Murió el 8 de marzo de 1913 y fue enterrado en el cementerio del Père Lachaise, París.

## Distinciones
- Gran Cruz de la Orden nacional de la Legión de Honor en 1900.
- Collar de la Orden de Carlos III en 1900.